# Raffaele
Raffaele  è un nome proprio di persona italiano maschile.

## Varianti
- Maschili: Raffaello[1][2][3][4][5][6]
  - Alterati: Raffaelino[6], Raffaellino[4]
  - Ipocoristici: Lele, Lello, Raffo, Raffa[5]
- Femminili: Raffaella[1][2][4][6][7], Raffaela[1][6]

### Varianti in altre lingue
- Basco: Errapel[8]
- Catalano: Rafael[8], Rafel[8]
- Ebraico: רָפָאֵל (Rafa'el, Repha'el, Rephael)[3][5][6][9]
- Francese: Raphaël[3], Raphael[3]
- Greco biblico: Ραφαήλ (Raphael, Rhaphael)[1][3][6][9]
- Inglese: Raphael[3][9]
- Latino: Raphael[1][3][4][6][9]
- Macedone: Рафаел (Rafael)[3]
- Olandese: Rafaël[3]
  - Ipocoristici: Raf[3]
- Polacco: Rafał[3]
- Portoghese: Rafael[3]
  - Alterati: Rafinha[3]
- Serbo: Рафаил (Rafail)
- Sloveno: Rafael[3]
- Spagnolo: Rafael[3][8]
  - Ipocoristici: Rafa[3]
- Tedesco: Rafael[3], Raffael[3], Raphael[3]
- Ungherese: Rafael[3]

## Origine e diffusione

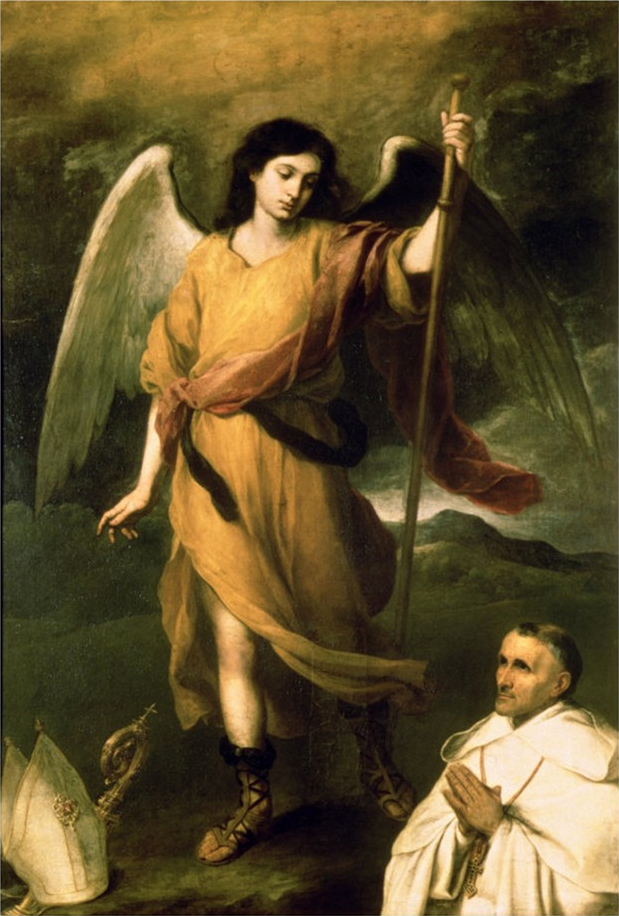
L'arcangelo Raffaele in un dipinto di Bartolomé Esteban Murillo

Si tratta di un nome teoforico biblico, portato dall'arcangelo Raffaele, presente nel libro di Tobia; deriva dall'ebraico רָפָאֵל (Rafa'el), composto da rapha ("egli ha guarito") e da El ("Dio"), e il significato può essere interpretato come "Dio ha guarito", "Dio è il guaritore", "medico di Dio" e via dicendo. Il significato potrebbe fare riferimento all'episodio biblico, in cui Raffaele cura dalla cecità Tobi, il padre di Tobia.
Il nome ha goduto di buona diffusione in varie parti d'Europa (eccettuata l'Inghilterra) a partire dal Medioevo, grazie proprio al culto dell'arcangelo. In Italia è ben attestato in tutta la penisola, specie in Campania, con numerose varianti, la maggioranza delle quali (Raffaelle, Rafaele, Rafele, Raffele, Raffale, Raffaelo, Raffello) sono però desuete. La forma "Raffaello" è predominante in Toscana e il suo femminile, "Raffaella", ha superato in diffusione l'originale "Raffaela" grazie soprattutto alla popolarità acquisita da Raffaella Carrà negli anni 1970.

## Onomastico
L'onomastico ricorre generalmente in memoria dell'arcangelo Raffaele, festeggiato assieme a Michele e a Gabriele il 29 settembre. Alcune persone festeggiano l'onomastico il 24 ottobre perché in origine il santo era ricordato in questa data. Si ricordano con questo nome anche, alle date seguenti:
- 26 aprile, san Rafael Arnaiz Barón, mistico trappista[10]
- 19 maggio, beato Raffaele Luigi Rafiringa, lasalliano[10]
- 6 giugno, san Rafael Guízar Valencia, vescovo di Jalapa[10]
- 10 luglio, beato Raffaele Massabki, martire assieme ai fratelli Francesco e Abdel-Mooti a Damasco nella persecuzione dei maroniti[10]
- 14 luglio, beato Raffaele di Barletta, religioso servita[10]
- 15 novembre, san Raffaele di San Giuseppe, religioso carmelitano scalzo[10]
- 2 dicembre, beato Raffaele Chyliński, francescano[10]

## Persone

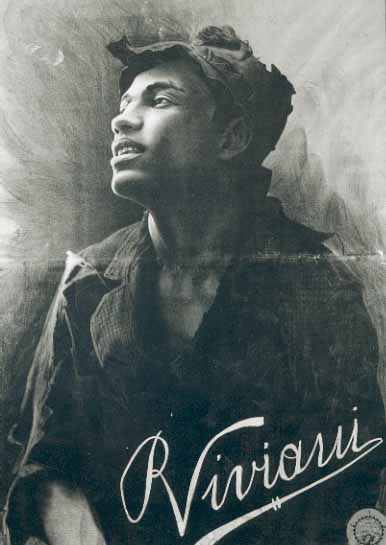
Raffaele Viviani

Raffaello Parenti

- Raffaele Cantarella, grecista e bizantinista italiano
- Raffaele Cantone, magistrato italiano
- Raffaele De Rosa, pilota motociclistico italiano
- Raffaele Di Paco, pistard italiano
- Raffaele Fitto, politico italiano
- Raffaele Guariglia, diplomatico e politico italiano
- Raffaele Lombardo, politico italiano
- Raffaele Palladino, calciatore italiano
- Raffaele Pisu, attore italiano
- Raffaele Riario, cardinale italiano
- Raffaele Rossetti, ingegnere, ufficiale e politico italiano
- Raffaele Carlo Rossi, cardinale italiano
- Raffaele Viviani, poeta, commediografo, compositore, autore di canzoni napoletane e attore teatrale italiano

### Variante Raffaello

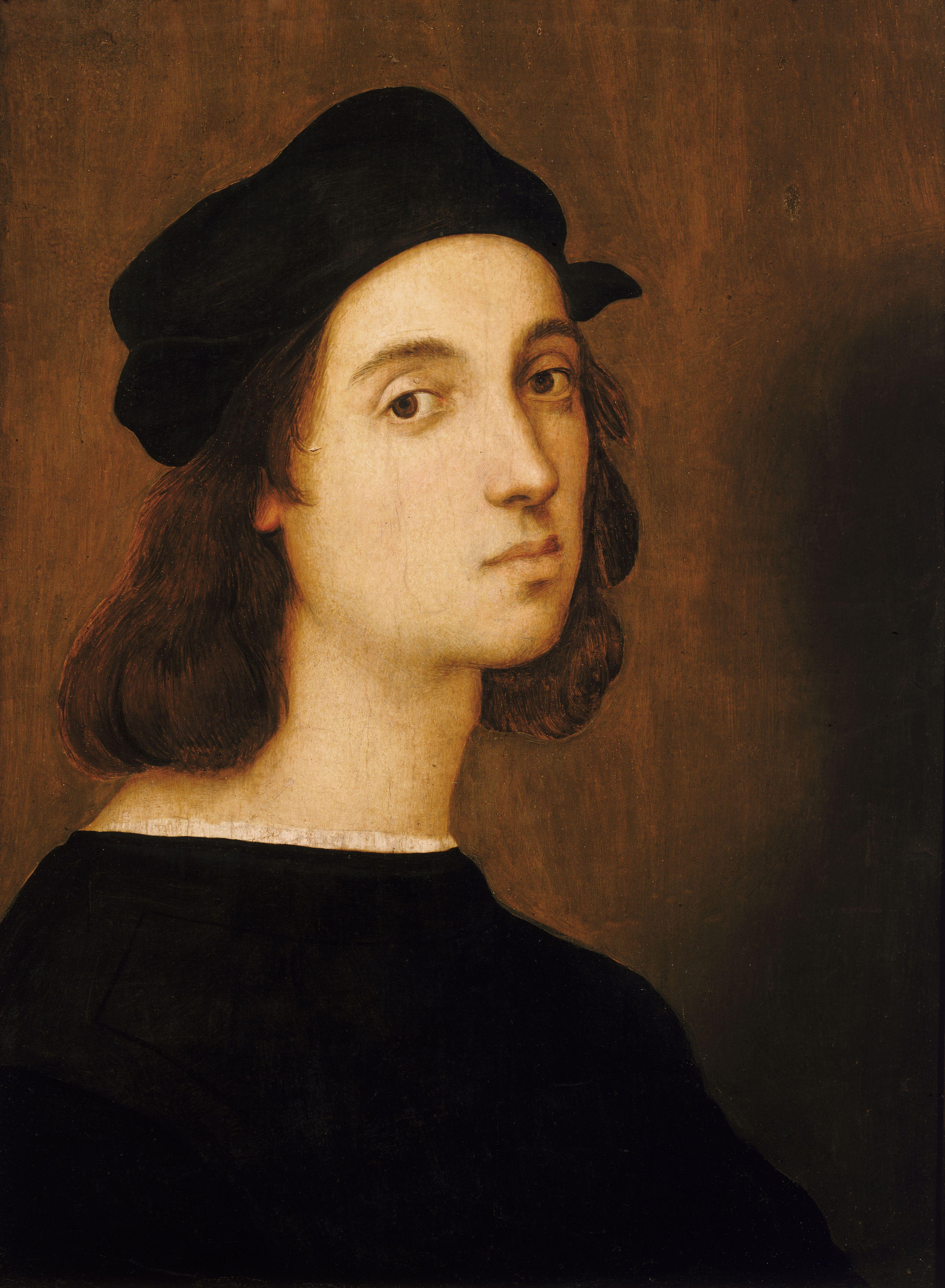
Raffaello Sanzio

- Raffaello Carboni, scrittore, patriota e attivista italiano
- Raffaello Caserta, schermidore italiano
- Raffaello Fossi, pittore italiano
- Raffaello Lambruschini, politico, religioso, agronomo e pedagogista italiano
- Raffaello Leonardo, canottiere italiano
- Raffaello Matarazzo, regista italiano
- Raffaello Melani, insegnante e latinista italiano
- Raffaello Melani, giornalista e attore teatrale italiano
- Raffaello Morelli, politico italiano
- Raffaello Parenti, presbitero, matematico, paleontologo e antropologo italiano
- Raffaello Raffaelli, storico italiano
- Raffaello Sanzio, pittore e architetto italiano

### Variante Rafael
- Rafael Alberti, poeta spagnolo

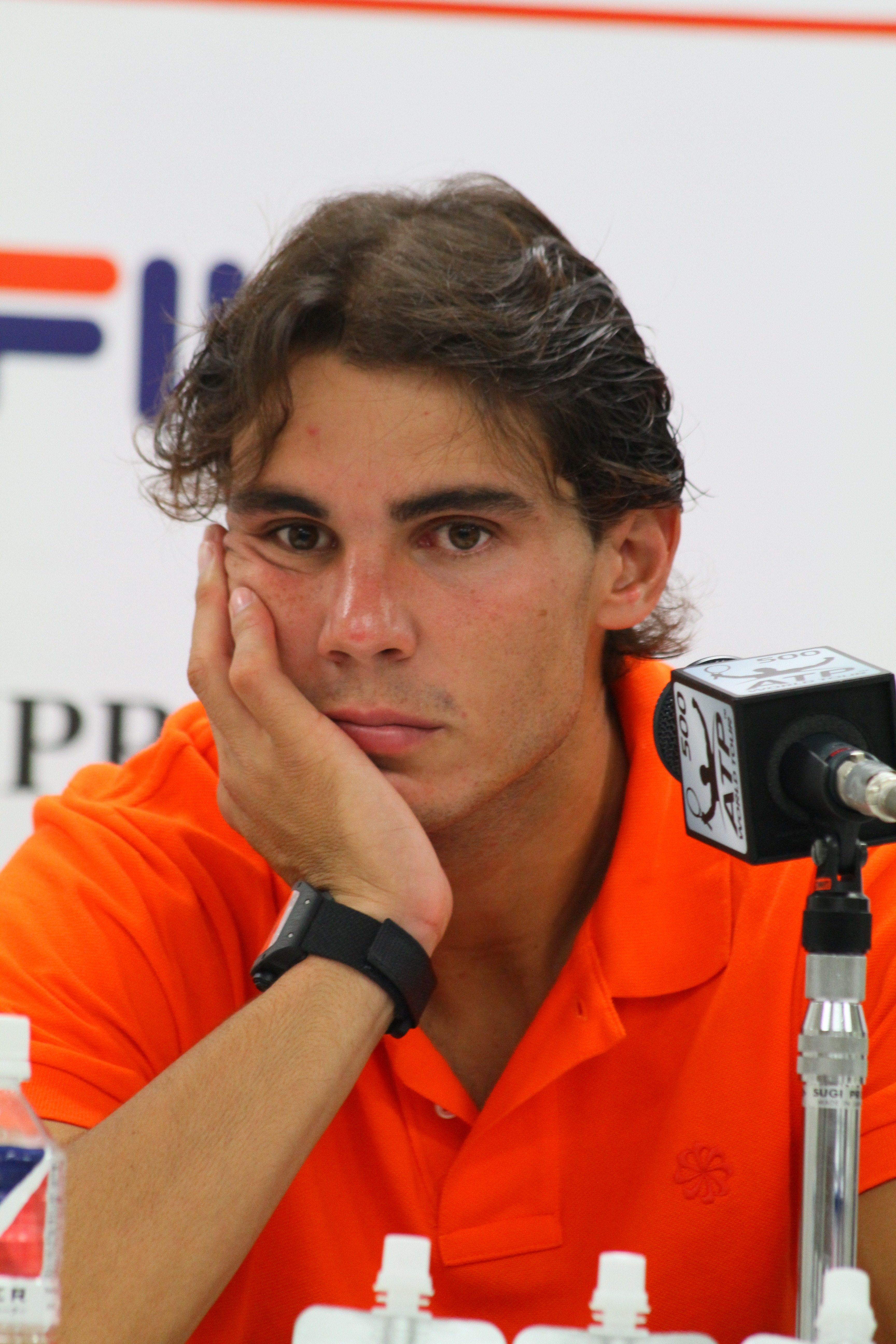
Rafael Nadal

- Rafael Benítez allenatore di calcio e calciatore spagnolo
- Rafael Bombelli, matematico e ingegnere idraulico italiano
- Rafael Correa, politico ecuadoriano
- Rafael del Riego, generale e politico spagnolo
- Rafael Márquez, calciatore messicano
- Rafael Merry del Val, diplomatico, cardinale e arcivescovo cattolico spagnolo
- Rafael Nadal, tennista spagnolo
- Rafael Sabatini, scrittore italiano naturalizzato britannico
- Rafael Leónidas Trujillo, politico e dittatore dominicano
- Rafael van der Vaart, calciatore olandese

### Variante Raphael

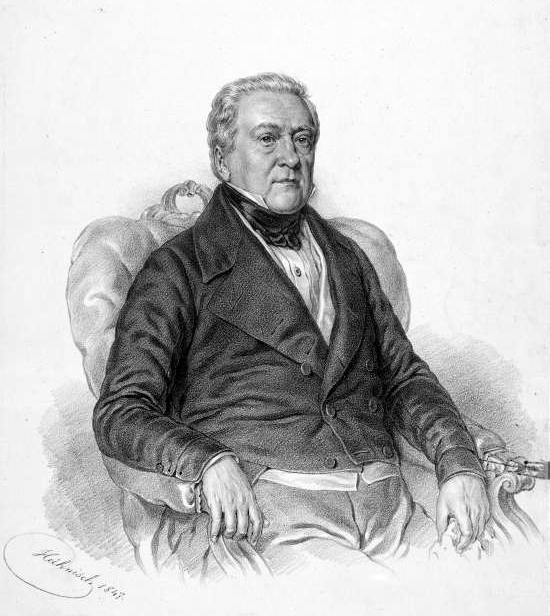
Raphael Georg Kiesewetter

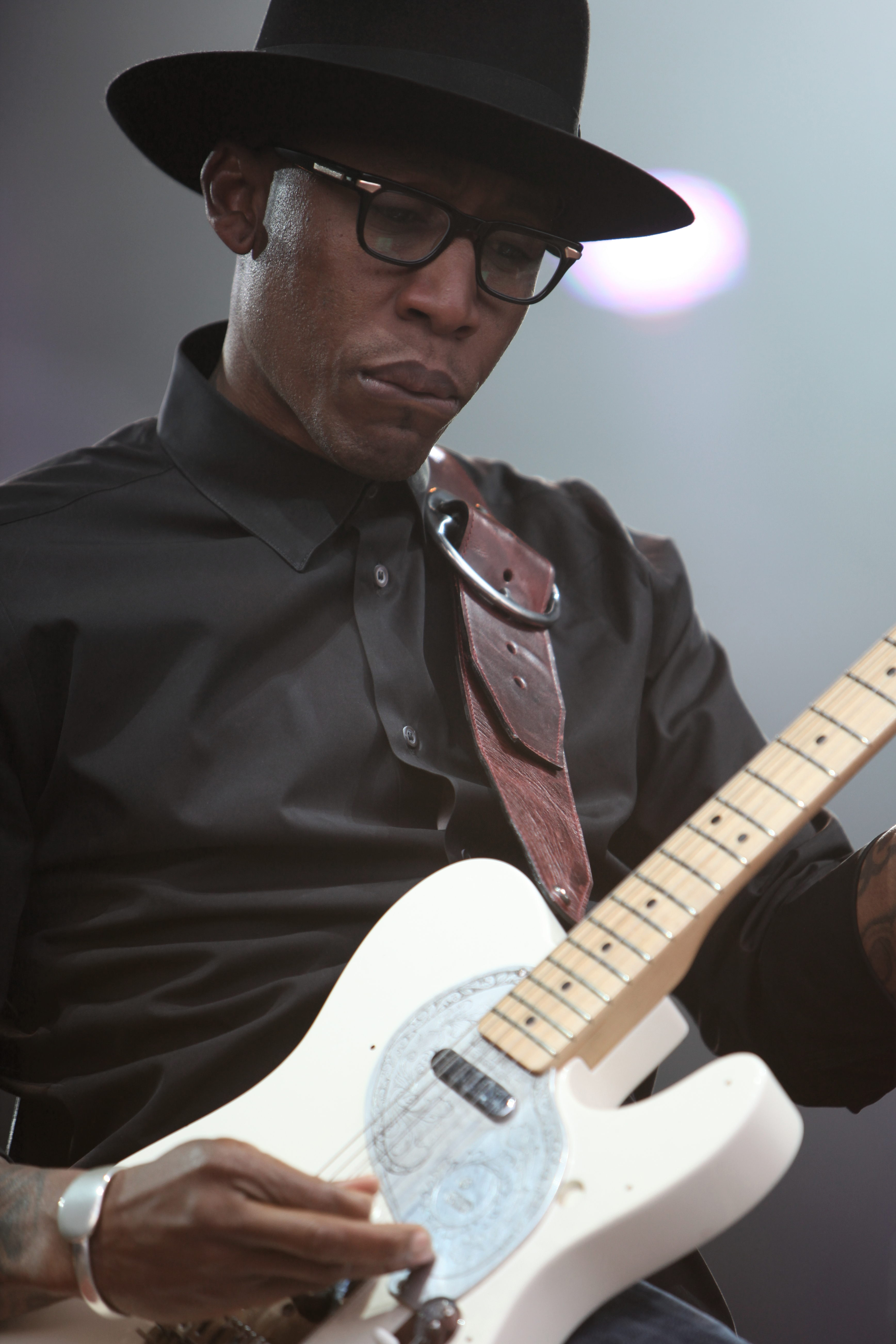
Raphael Saadiq

- Raphael Chukwu, calciatore nigeriano
- Raphael Cotoner, Gran Maestro dell'Ordine di Malta
- Raphael Diaz, hockeista su ghiaccio svizzero
- Raphael Gualazzi, cantante e pianista italiano
- Raphael Holinshed, scrittore britannico
- Raphael Georg Kiesewetter, scrittore e musicista cecoslovacco naturalizzato austriaco
- Raphael Lemkin, avvocato polacco
- Raphael Martinho, calciatore brasiliano
- Raphael Mechoulam, biologo e chimico israeliano
- Raphael Saadiq, cantante, musicista, produttore discografico e autore musicale statunitense
- Raphael Sbarge, attore statunitense
- Raphael Semmes, militare statunitense

### Variante Raphaël
- Raphaël, cantante francese

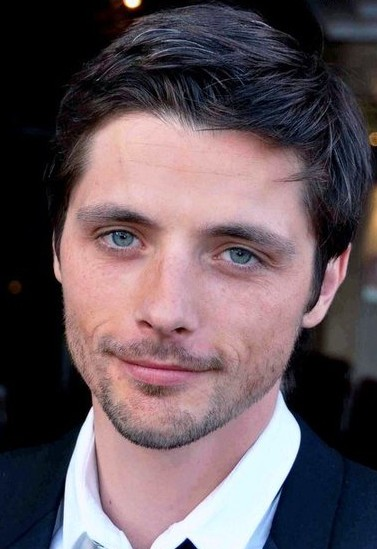
Raphaël Personnaz

- Raphaël Astier, pentatleta francese
- Raphaël Aubert, scrittore e giornalista svizzero
- Raphaël Coleman, attore britannico
- Raphaël Confiant, scrittore francese
- Raphaël Fejtö, attore e regista francese
- Raphaël Géminiani, ciclista su strada e dirigente sportivo francese
- Raphaël Goldman, attore francese
- Raphaël Ibañez, rugbista a 15, allenatore di rugby e politico francese
- Raphaël Jéchoux, rugbista a 15 e procuratore sportivo francese
- Raphaël Lakafia, rugbista a 15 francese
- Raphaël Nuzzolo, calciatore svizzero
- Raphaël Personnaz, attore francese
- Raphaël Poirée, sciatore nordico e allenatore di biathlon francese
- Raphaël Varane, calciatore francese
- Raphaël Wicky, calciatore svizzero

### Variante Rafał

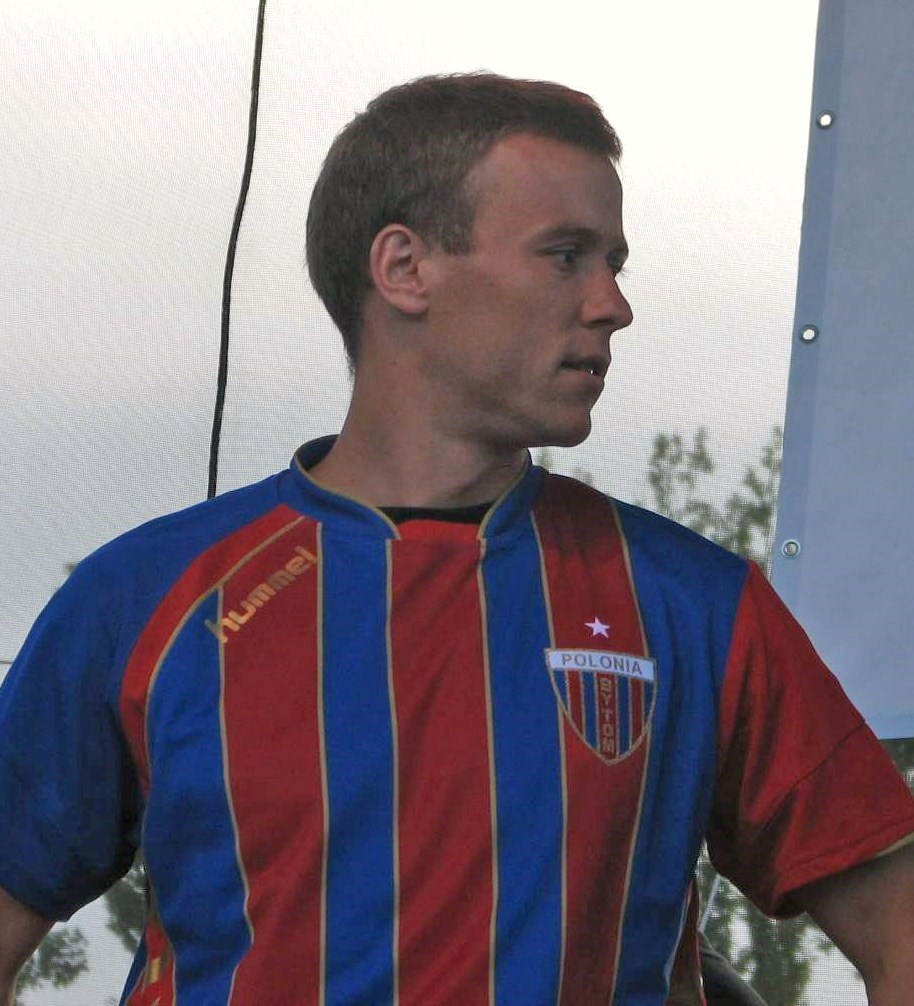
Rafał Grzyb

- Rafał Berliński, calciatore polacco
- Rafał Bigus, cestista polacco
- Rafał Blechacz, pianista polacco
- Rafał Boguski, calciatore polacco
- Rafał Grzelak, calciatore polacco
- Rafał Grzyb, calciatore polacco
- Rafał Majka, ciclista su strada polacco
- Rafał Murawski, calciatore polacco
- Rafał Siemaszko, calciatore polacco
- Rafał Sznajder, schermidore polacco
- Rafał Szukała, nuotatore polacco
- Rafał Wojaczek, poeta e scrittore polacco
- Rafał Wolski, calciatore polacco

### Variante Raf
- Raf, cantautore italiano
- Raf, fumettista spagnolo
- Raf Baldassarre, attore italiano

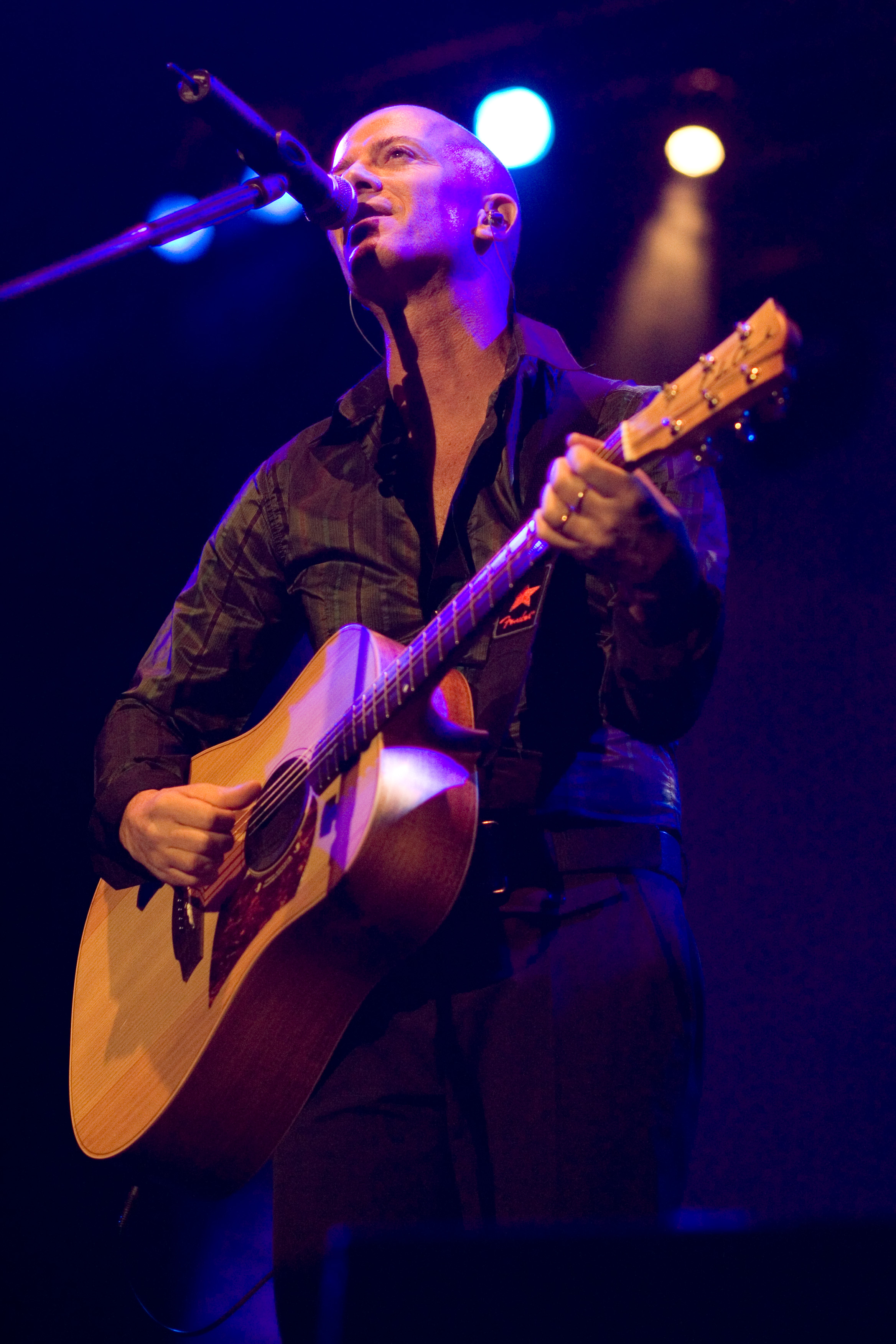
Raf

- Raf de Gregorio, calciatore neozelandese
- Raf Hernalsteen, giocatore di calcio a 5 belga
- Raf Luca, attore italiano
- Raf Mattioli, attore italiano
- Raf Montrasio, chitarrista italiano
- Raf Pindi, attore italiano
- Raf Vallone, attore, calciatore, giornalista e partigiano italiano

### Altre varianti

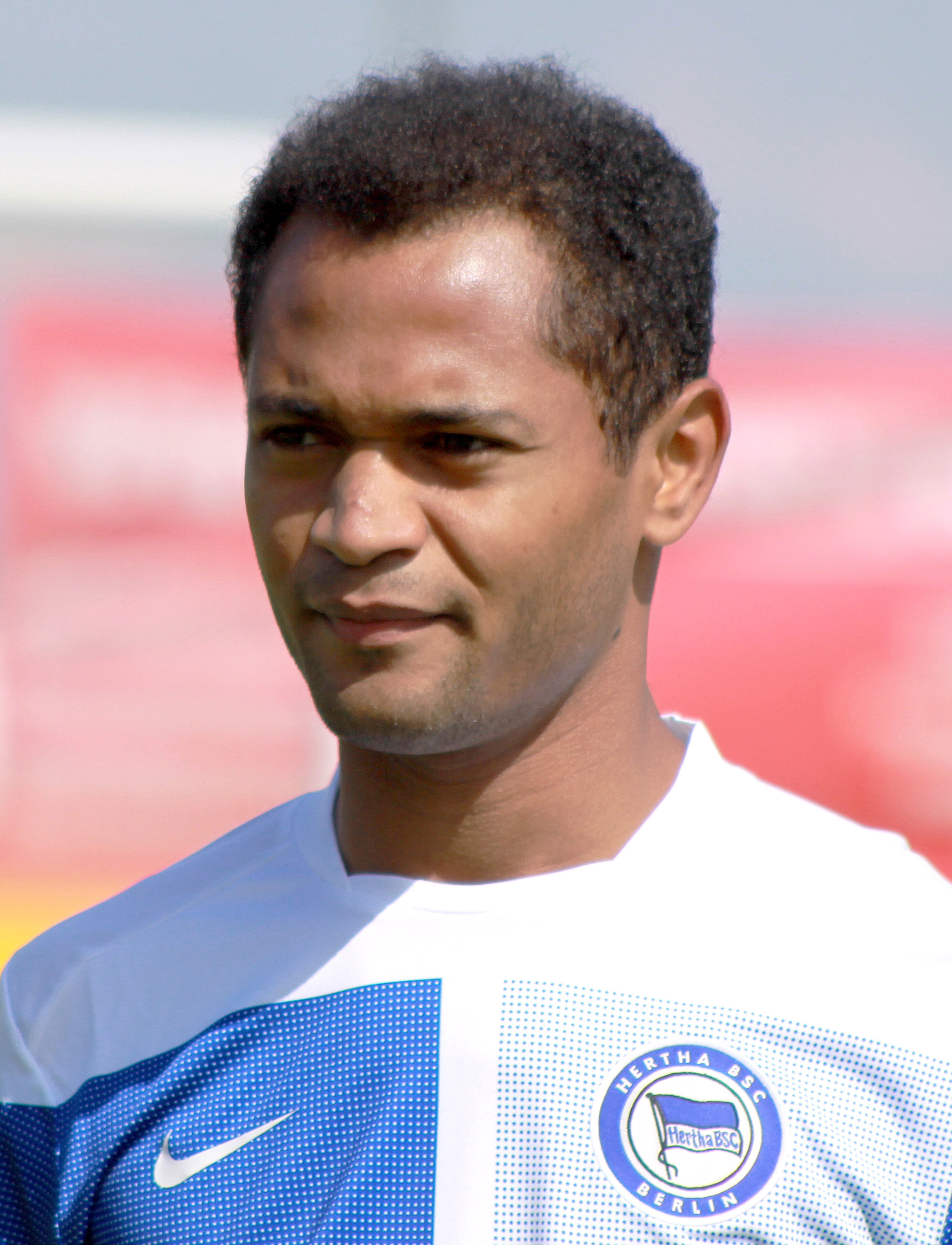
Raffael Caetano de Araújo

- Rafaël Carballo, rugbista a 15 argentino
- Raffael Caetano de Araújo, calciatore brasiliano
- Rafaël Dias, calciatore portoghese
- Rafa Jordà, calciatore spagnolo
- Rafa Vecina, cestista spagnolo

## Il nome nelle arti
- Raffaello è un personaggio della serie animata e a fumetti delle Tartarughe Ninja.
- Raffaello è un personaggio della serie Pokémon.
- Raphael Sorel è un personaggio della serie di videogiochi Soulcalibur.
- Don Raffaè è una canzone di Fabrizio De André, tratta dall'album Le nuvole.